# Orchesia macleayi
Orchesia macleayi is een keversoort uit de familie zwamspartelkevers (Melandryidae). De wetenschappelijke naam van de soort werd in 1895 gepubliceerd door Arthur Mills Lea.